# Сотсков, Борис Степанович
Борис Степанович Со́тсков (1908—1972) — советский учёный, педагог и организатор науки, специалист в области механики и автоматики, создатель отечественной научной школы по теории и проектированию элементов автоматических и телемеханических устройств, надёжности элементов и устройств автоматики и вычислительной техники. Член-корреспондент АН СССР (1960).

## Биография
Родился 8 (21) мая 1908 в Царском Селе Петербургской губернии (ныне город Пушкин Ленинградской области) в крестьянской семье. В 1924 году окончил 4-ю единую трудовую школу-девятилетку в Царском Селе, после чего поступил в Ленинградский политехнический институт, но по семейным обстоятельствам вскоре оставил учёбу. В 1924—1927 гг. работал на электростанции и телефонных станциях городов Пушкин и Ленинград. С 1927 года учился на электрофизическом факультете Ленинградского электротехнического института. В это же время трудился на заводе «Красная Заря», участвовал в монтаже и наладке первых АТС Ленинграда. В 1930-м был членом комиссии по организации Ленинградского института связи.
В том же 1930 году по специальному набору был переведён в Военно-техническую академию Рабоче-крестьянской Красной Армии (РККА). По её окончании в 1931-м получил специальность военного инженера-электрика I разряда и был оставлен в академии для организации лаборатории телемеханики. В 1932 году Сотскова перевели во вновь образованную Военно-электротехническую академию РККА, в которой он проработал по 1938 год — сперва начальником лаборатории, затем старшим преподавателем. В 1932-м опубликована первая научная работа Б. С. Сотскова «Биметаллическое реле». В 1935-м Борису Степановичу была присвоена учёная степень кандидата технических наук без защиты диссертации, он был избран доцентом и назначен начальником кафедры электроавтоматики академии. А в следующем году была опубликована монография Б. С. Сотскова «Классификация и выбор параметров реле». Демобилизовавшись из армии, в 1938—1941 гг. учёный работал заведующим кафедрой автоматики и телемеханики Ленинградского политехнического института. По совместительству в 1932—1941 гг. Борис Степанович преподавал основы автоматики и телеметрии в Электротехническом институте, Институте инженеров связи, Военно-морской академии, других высших учебных заведениях Ленинграда. В 1938 году была опубликована первая часть подготовленного Сотсковым учебника «Элементы автоматической и телемеханической аппаратуры», названная «Реле», в 1941-м вышла из печати его вторая часть — «Регуляторы и распределители».
Начавшаяся Великая Отечественная война заставила учёного переключиться на научно-исследовательскую и прикладную тематику в области оборонной техники. Сотсков вплотную занялся техническими вопросами, связанными с обороной Ленинграда. В начале 1942-го учёного эвакуировали в Череповец. Летом того же года он вернулся в Москву и приступил к работе в Институте автоматики и телемеханики АН СССР (с 1969-го — Институт проблем управления), в котором трудился до конца жизни: в 1942—1943 гг. как старший научный сотрудник, в 1943—1945 и 1951—1960 гг. — в должности заместителя директора по научной работе, в 1945—1951 и 1960—1972 гг. — заведующим лабораторией (в дальнейшем отдела) элементов автоматики и телемеханики. В военные годы он возглавлял созданную в институте решением Президиума АН СССР лабораторию № 5 по борьбе с неконтактным минно-торпедным оружием противника. По совместительству Сотсков преподавал в 1943—1944 гг. в Московском авиационном институте, в 1944—1948 гг. — в Московском высшем техническом училище. В 1949—1962 гг. по совместительству работал заведующим кафедрой измерительных и автоматических приборов и устройств во Всесоюзном заочном энергетическом институте. С 1950 года учёный состоял членом редакционной коллегии журнала «Автоматика и телемеханика» АН СССР. В 1953-м вышла из печати его монография «Основы расчёта и проектирования электромеханических элементов автоматических и телемеханических устройств».
В 1954 году Б. С. Сотсков, защитив диссертацию, получил учёную степень доктора технических наук, а в следующем, 1955-м, ему было присвоено учёное звание профессора. 10 июня 1960-го учёный был избран членом-корреспондентом АН СССР по отделению технических наук (автоматика). В этом же году была опубликована научная работа Сотскова «Новые элементы быстродействующих вычислительных машин». С 1960-го же он являлся председателем Комиссии по магнитным усилителям и бесконтактным магнитным элементам АН СССР, членом редакционных коллегий журналов «Приборостроение», «Электричество», «Автоматизация и механизация производственных процессов», а в 1961—1964 гг. — председателем секции Научного совета «Научное приборостроение» Государственного комитета Совета Министров СССР по координации научно-исследовательских работ (ГККНИР). По совместительству в 1962—1972 гг. Сотсков работал заведующим кафедрой вычислительной техники в Московском авиационном институте (МАИ). С 1962 года Борис Степанович состоял членом редакционной коллегии журнала «Известия АН СССР. Серия. Техническая кибернетика», председателем секции «Бионика и использование физических полей» Научного совета по проблеме «Новые навигационные системы» АН СССР, с 1964 года — журнала «Автометрия» Сибирского отделения АН СССР. В 1963—1966 гг. он являлся председателем Научно-технического комитета по компонентам Международной федерации по автоматическому управлению, а с 1964 года — научным руководителем проблемы «Теория автоматического управления» Комиссии по координации научных и технических исследований Совета экономической взаимопомощи (СЭВ). В 1964—1969 гг. Борис Степанович состоял членом Научного совета по комплексной проблеме «Приборостроение» ГККНИР и АН СССР.
В 1968 году учёный возглавил организованный по его инициативе при Президиуме АН СССР координирующий научный центр по проблемам измерений и прикладной метрологии, заложивший основы многих важных разделов современной науки об измерениях и управлении, в т. ч. и бионики. С 1969-го Сотсков — член Совета по автоматизации научных исследований при Президиуме АН СССР, в 1970—1972 гг. — председатель Научного совета по проблемам электрических измерений и измерительных информационных систем АН СССР. В 1970-м опубликована его монография «Основы теории и расчёта надёжности элементов и устройств автоматики и вычислительной техники».
Скончался Борис Степанович Сотсков 4 ноября 1972 года в Москве. Похоронен на Новодевичьем кладбище (участок 7).
Спустя девять лет после его смерти, в 1981-м, была опубликована его научная работа «Элементы и устройства систем управления».

## Основы научной деятельности
В работах учёного главное внимание уделяется развитию т. н. «физики отказов». Эти исследования являются естественным продолжением работ лаборатории по изучению физических процессов, способствующих отказам электроконтактных элементов. Фактически данная тема одна из основных в лаборатории Сотскова со дня её создания. По электрическим контактам было проведено 5 всесоюзных и международных совещаний. В последующем лаборатория под руководством учёного организовала ещё 4 всесоюзных совещания по «физике отказов», на которых рассматривались основные физико-химические процессы, способные приводить к отказам практически всех видов технических средств.
Также под руководством Сотскова был подготовлен первый полный свод (кадастр) явлений и эффектов, на которых основаны вновь создаваемые элементы и преобразователи или которые могли бы стать основой для их создания в будущем. Благодаря этому кадастру по-новому стала выглядеть вся проблема построения новых технических средств. В течение многих лет лабораторией собирался и обрабатывался огромный статистический материал по показателям безотказности технических средств автоматики разного типа. Результатом этого стало издание ряда справочников и руководящих материалов для оценки безотказности устройств, приборов и систем. Так, в 1964 году были опубликованы «Методические указания и справочные данные для расчёта надёжности элементов и устройств», а в 1965 году — монография Б. С. Сотскова «Основы расчёта и проектирования электромеханических элементов автоматических и телемеханических устройств».
В 1960-е по инициативе учёного начались работы по бесконтактным логическим элементам. В результате была создана теория и выработаны принципы построения промышленных логических элементов различного принципа действия. Это стало серьёзным вкладом в развитие методов анализа и синтеза логических цепей и теорию конечных автоматов. Под руководством Сотскова в СССР впервые были разработаны и внедрены в массовое производство серии общепромышленных магнитно-полупроводниковых элементов ЭЛМ-50 и ЭЛМ-400, транзисторных логических и функциональных элементов — «Логика Т». Одним из первых Борис Степанович обратил внимание на возможность применения секретов природы в технике и, можно сказать, стоял у истоков бионики. Совместно с академиками В. В. Париным и А. И. Бергом он организовал и провёл первые всесоюзные совещания по бионике, позволившие объединить работы биологов, математиков и техников.

## Награды и премии
- Орден Красной Звезды (1945).
- Медаль «За доблестный труд в Великой Отечественной войне 1941—1945 гг.» (1946).
- Медаль «В память 800-летия Москвы» (1947).
- Орден «Знак Почёта» (1950).
- Орден Трудового Красного Знамени (1968).

## Семья
- Жена — Анна Васильевна Сотскова (в девичестве Фадеева; 1906 г. р.).
- Дети:
  - дочь Лия (1933 г. р., кандидат исторических наук, сотрудник Института Маркса-Энгельса-Ленина);
  - дочь Валентина (1939 г. р., инженер);
  - сын Юрий (1940 г. р., инженер).